# Музей Скандербега
Музей Скандербега (алб. Muzeu Kombëtar Gjergj Kastrioti Skënderbeu) — этнографический музей в Албании, посвященный национальному герою страны — Скандербегу.

## История

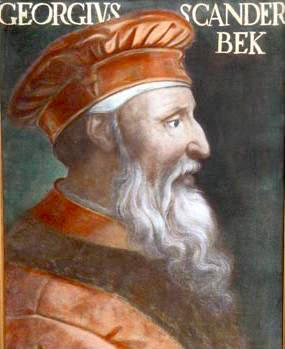
Портрет Скандербега

Музей находится внутри замка Круя — отреставрированной крепости эпохи Османской империи. Замок расположен на высоте 557 метров над уровнем моря. Он выдержал три крупных осады турок в 1450, 1466 и 1467 годах, но не был захвачен врагом. Неприступность этой цитадели помогла Георгию Кастриоти (Скандербегу) защитить Албанию от вторжения Османской империи на протяжении более двух десятилетий.
Идею строительства музея в сентябре 1976 года предложил профессор Алекс Буда. Здание музея было разработано албанскими архитекторами Pirro Vaso и Pranvera Hoxha — дочерью Энвера Ходжи. Подготовительные работы в Круя началась в сентябре 1978 года, торжественное его открытие состоялось 1 ноября 1982 года с участием членов политбюро Албанской партии труда.

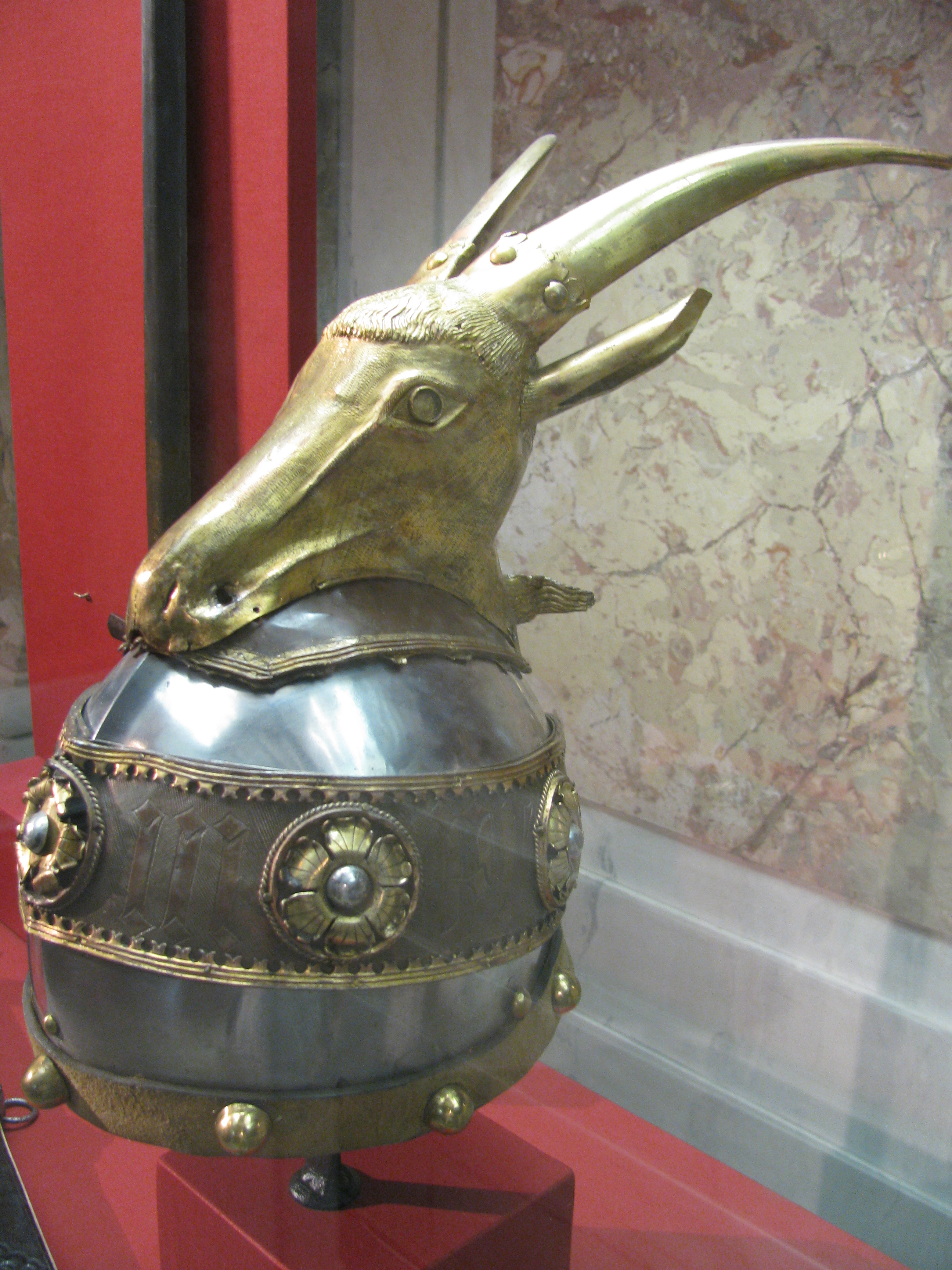
Шлем Скандербега

## Деятельность
В настоящее время этот замок и размещенный в нем музей — центр туризма в Албании и источник вдохновения для албанцев. В музее собраны предметы, датируемые временами Скандербега. Экспонаты расположены в хронологическом порядке жизни албанского героя. Здесь представлены сохранившиеся его личные вещи, включая точную копию знаменитого шлема с козлиной головой, оригинал которого экспонируется в Музее истории искусств в Вене.
Открыт для посещения с мая по сентябрь включительно; с 09:00 до 13:00 и с 15:00 до 18:00 ежедневно, кроме понедельника. Стоимость билета — 200 албанских лек.